# Ciuperceni (Teleorman)
Ciuperceni is een Roemeense gemeente in het district Teleorman.
Ciuperceni telt 1769 inwoners.